# ماتیاس ۷۶۸۷
سیارک ۷۶۸۷ (به انگلیسی: 7687 Matthias، نامگذاری:2099P-L) هفت هزار و ششصد و هشتاد و هفتمین سیارک کشف شده‌است که در ۲۴ سپتامبر ۱۹۶۰ کشف شد.
قدر مطلق سیارک برابر ۱۴٫۱۰ است.